# Javier Martínez-Brocal
Javier Martínez-Brocal (Granada, 1978) é um jornalista espanhol. Foi diretor da agência de televisão Rome Reports, especializada na cobertura noticiosa diária do Papa e do Vaticano. Desde fevereiro de 2022 é correspondente do jornal ABC no Vaticano.

## Trajetória profissional
Em 1996 iniciou os estudos em Comunicação Audiovisual na Universidade de Navarra, onde se formou em 2000.
Depois de trabalhar na Telecinco  na Espanha, internacionalizou sua carreira profissional na Itália. Lá, em 2003, começou como editor da agência de notícias Rome Reports. Em 2008 foi promovido a editor-chefe e posteriormente, em 2010, a diretor de notícias.
Enquanto fazia parte da equipe do Rome Reports, foi correspondente do Vaticano para TV Azteca, Caracol Televisión  e Trece TV , e colaborou com meios de comunicação como Euskal Telebista  e The Wall Street Journal.  Desde fevereiro de 2022 é correspondente do jornal ABC no Vaticano, substituindo Juan Vicente Boo,  e colabora com as redes de televisão La Sexta e NBC.  Em dezembro de 2022, entrevistou o Papa Francisco com Julián Quirós. 
Ao longo de sua carreira na Itália acompanhou profissionalmente os pontificados de João Paulo II, Bento XVI e Francisco. Ele acompanhou estes dois últimos papas em dezenas de viagens ao redor do planeta. 

## Obras
É autor de dois livros: El Papa de la Misericordia (Planeta Testimonio)  e El Vaticano como nunca te lo habían contado  (Planeta, 2018). 